# Années européennes
Les années européennes sont des thèmes annuels choisis par l'Union européenne (et avant cela, la Communauté européenne) afin de sensibiliser l'opinion publique et d'attirer l'attention des gouvernements nationaux. Ces thèmes sont d'intérêt général et représentent des sujets de préoccupations majeurs.

## Liste des thèmes
| Année | Thème                                                                 |
| ----- | --------------------------------------------------------------------- |
| 1983  | Année européenne des PME et de l’artisanat                            |
| 1984  | ... de l’Européenne et de l’Européen                                  |
| 1985  | ... de la musique                                                     |
| 1986  | ... de la sécurité routière                                           |
| 1987  | ... de l'environnement                                                |
| 1988  | ... du cinéma et de la télévision                                     |
| 1989  | ... de l’information sur le cancer                                    |
| 1990  | ... du tourisme                                                       |
| 1991  | --- pas de thème porté par la CE                                      |
| 1992  | ... pour la sécurité, l'hygiène et la santé sur le lieu du travail    |
| 1993  | ... des personnes âgées et de la solidarité entre générations         |
| 1994  | ... de la nutrition et de la santé                                    |
| 1995  | ... de la sécurité routière et des jeunes conducteurs                 |
| 1995  | ... de conservation de la nature, 2e journée (AECN'95).               |
| 1996  | ... de l'éducation et de la formation tout au long de la vie          |
| 1997  | ... contre le racisme et la xénophobie                                |
| 1998  | ... de la démocratie locale et régionale                              |
| 1999  | ... contre les violences faites aux femmes                            |
| 2000  | ... du GSM                                                            |
| 2001  | ... des langues                                                       |
| 2002  | ... du Patrimoine industriel et technique                             |
| 2003  | ... de l'accessibilité (des handicapés)                               |
| 2004  | ... de la citoyenneté par l’éducation                                 |
| 2005  | ... de la mobilité dans l’emploi                                      |
| 2006  | ... des langues                                                       |
| 2007  | ... de l’égalité des chances                                          |
| 2008  | ... du dialogue interculturel                                         |
| 2009  | ... de la créativité et de l'innovation                               |
| 2010  | ... de lutte contre la pauvreté et l'exclusion sociale                |
| 2011  | ... du volontariat et du bénévolat                                    |
| 2012  | ... du vieillissement actif et de la solidarité entre les générations |
| 2013  | ... des citoyens de l'UE                                              |
| 2014  | ... des citoyens de l'UE (suite)                                      |
| 2015  | ... pour le développement                                             |
| 2018  | ... du patrimoine culturel                                            |
| 2021  | ...du rail                                                            |
| 2024  | ...du vélo (candidature)                                              |

## Compléments